# Jacques Lefèvre
Ne doit pas être confondu avec Jacques Lefevre ou Jacques Lefebvre.
Pour les articles homonymes, voir Lefèvre.
Jacques Lefèvre, né le 1er février 1928 à Marseille (Bouches-du-Rhône) et mort le 12 janvier 2024 à La Rochelle, est un escrimeur français armé du sabre.

## Carrière
Jacques Lefèvre participe aux épreuves individuelle et collective de sabre lors de quatre éditions des Jeux olympiques. Dans les épreuves individuelles, il se classe quatrième en 1948, sixième en 1952, quatrième en 1956, et est éliminé lors des qualifications en 1960 et 1964. Avec l'équipe de France, il est éliminé en qualifications en 1948 et 1960, termine quatrième en 1956 et 1964 et remporte une médaille de bronze en 1952 à Helsinki.
Aux premiers Jeux Méditerranéens d'Alexandrie en 1951, il remporte une médaille d'or individuelle au sabre, et une médaille de bronze par équipe.

## Décoration
- Médaille d'honneur de la jeunesse et des sports, à titre exceptionnel (1966)[3]